# Kravallerna i Los Angeles 1992
Kravallerna i Los Angeles pågick 29 april-4 maj 1992 och bröt ut som en reaktion på att fyra polismän, tre vita och en med latinamerikansk bakgrund, frikändes från anklagelser om misshandel och tjänstefel i samband med det våldsamma gripandet av Rodney King, en svart man på permission från ett fängelsestraff för rån.
Gripandets senare del filmades av en amatörvideofotograf och fick stor uppmärksamhet. Den friande domen, som förkunnades av en huvudsakligen vit jury, uppfattades av många som rasistisk. Det redan spända läget urartade, och kravaller utbröt. Femtiotre människor dödades, över 2 300 skadades och 8 000 personer greps till följd av kravallerna. Skadorna uppgick till ett värde av en miljard dollar, då motsvarande 6 miljarder kronor. 
Den högste chefen för Los Angeles poliskår, Daryl Gates, avgick strax efter kravallerna efter hård kritik.

## Misshandeln på Reginald Denny
Reginald Denny, en vit 33-årig lastbilschaufför, körde den 29 april 1992 igenom korsningen vid Florence och Normandie när han möttes av ett upplopp som pågick i korsningen. Upploppet tvingade Reginald Denny att stanna i mitten av vägen då han strax därefter blev attackerad av fyra upploppsmakare som öppnade dörren till förarhytten vilket sedan resulterade med att han blev utsläpad och misshandlad tills han föll ner på marken medvetslös. Misshandeln orsakade hjärnskador och 91 frakturer.